# ماساي راسل
ماساي راسل (من مواليد 17 يونيو 2000) هي عداءة سباقات المسافات القصيرة وسباقات الحواجز أمريكية، فازت بالميدالية الذهبية في الألعاب الأولمبية الصيفية 2024 في سباق 100 متر حواجز. هي أيضا حاملة الرقم القياسي الأمريكي في سباق 100 متر حواجز. تحمل راسل أفضل أرقام شخصية، وهي 12.17 ثانية في سباق 100 متر حواجز، وهو ثاني أسرع زمن على الإطلاق، وكذا تسجيلها 7.75 ثانية في سباق 60 مترًا حواجز، وهو المركز الثالث عشر على الإطلاق، وتسجيلها 54.66 ثانية في سباق 400 متر حواجز.
حصلت على المركز الثالث في بطولة الولايات المتحدة لألعاب القوى في الهواء الطلق لعام 2023، مما أهله لتمثيل الولايات المتحدة في بطولة العالم. احتلت ماساي المركز الأول في التجارب الأولمبية الأمريكية عام 2024 في سباق 100 متر حواجز بوقت 12.25 (أفضل رقم شخصي) لتتأهل لدورة الألعاب الأولمبية في باريس. 

## المسيرة الاحترافية

### مسابقة دولية
| العام | المسابقة          | المكان       | المركز | حدث                | ملاحظة |
| ----- | ----------------- | ------------ | ------ | ------------------ | ------ |
| 2024  | الألعاب الأولمبية | باريس، فرنسا | الأول  | سباق 100 متر حواجز | 12.33  |

## الروابط الخارجية
- ماساي راسل على إنستغرام
- ماساي راسل في اللجنة الأولمبية الدولية